# Ibarguren
Ibarguren är en udde i Antarktis. Den ligger i Sydorkneyöarna. Argentina och Storbritannien gör anspråk på området.
Terrängen inåt land är kuperad åt nordväst, men åt sydost är den platt. Havet är nära Ibarguren åt sydväst. Trakten är obefolkad. Det finns inga samhällen i närheten. 